# Mouanda
Pour les articles homonymes, voir Mouanda (homonyme).
Mouanda (ou Mouada) est un village du Cameroun, situé dans la région du Centre et le département du Nyong-et-Kéllé. Il est rattaché à la commune d'Éséka. 

## Géographie
La localité est arrosée par la Mouanda, la rivière à laquelle elle doit son nom.

## Population
En 1963-1964, la population de Mouanda était de 223 habitants, principalement des Bassa. 
Lors du recensement de 2005, on y a dénombré 223 personnes.   